# Michałkowo (gmina Dobrzyń nad Wisłą)
Michałkowo – wieś w Polsce położona w województwie kujawsko-pomorskim, w powiecie lipnowskim, w gminie Dobrzyń nad Wisłą.

## Podział administracyjny
W latach 1975–1998 miejscowość administracyjnie należała do województwa włocławskiego.

## Demografia
Według Narodowego Spisu Powszechnego (III 2011 r.) wieś liczyła 246 mieszkańców. Jest dziewiątą co do wielkości miejscowością gminy Dobrzyń nad Wisłą.